# خلية وارثين - فينكلدي
خلية وارثين-فينكلدي (بالإنجليزية: Warthin–Finkeldey cell)‏ هي نوع من الخلايا العملاقة متعددة النوى الموجودة في الغدد الليمفاوية المتضخمة. حيث تظهر في العديد من الحالات إلا أنها أكثر شيوعًا في أمراض  الحصبة، فيروس نقص المناعة البشرية و مرض كيمورا ونادرًا في بعض الأورام اللمفاوية.